# Cros, Puy-de-Dôme
Cros är en kommun i departementet Puy-de-Dôme i regionen Auvergne-Rhône-Alpes i centrala Frankrike. Kommunen ligger i kantonen La Tour-d'Auvergne som tillhör arrondissementet Issoire. År 2022 hade Cros 166 invånare.

## Befolkningsutveckling
Antalet invånare i kommunen Cros
| Referens: INSEE |